# Michael Ausiello
Michael Ausiello (nascido em 23 de fevereiro de 1972) é um jornalista, autor e ator da indústria televisiva americana. Ele foi redator sênior do TV Guide e de seu site companheiro, TVGuide.com, entre 2000 e 2008. De 2008 a 2010, ele escreveu e reportou para a Entertainment Weekly antes de lançar seu próprio site de notícias de televisão, TVLine. Ausiello também publicou um livro de memórias em 2017, Spoiler Alert: The Hero Dies.

## Juventude
Ausiello cresceu em Roselle Park, Nova Jérsei, e estudou na Roselle Park High School. Ele se formou na Universidade do Sul da Califórnia.

## Carreira
Ausiello passou três anos como editor sênior de notícias da revista Soaps In Depth e atuou como coordenador de relações com a mídia na Entertainment Tonight. Ele começou a escrever para o TV Guide em 2000. Durante seus oito anos no TV Guide, ele escreveu para a revista e seu site. As colunas de Ausiello no TV Guide incluíam Today's News, The Ausiello Report, uma coluna impressa semanal que se expandiu para um blog online atualizado regularmente, e Ask Ausiello, uma sessão semanal de perguntas e respostas exclusivamente online. Ausiello contribuiu para o podcast semanal do site, TV Guide Talk e para o programa semanal TV Guide Channel The 411 com um segmento de cinco minutos intitulado "The Big Five", onde comentou as cinco principais histórias da indústria do entretenimento da semana. Ausiello também teve uma versão vodcast do The Ausiello Report.
Ausiello também contribuiu com comentários para meios de comunicação fora do TV Guide, como Today, Good Morning America, Fox & Friends, American Morning, Inside Edition, Extra, Access Hollywood, e Entertainment Tonight. Ele é um convidado regular todas as sextas-feiras de manhã no popular programa matinal da Sirius Satellite Radio, "OutQ in the Morning" (Canal 109) com o apresentador Larry Flick, onde eles conversam com quem liga sobre tudo relacionado à televisão - programas, estrelas e enredo, incluindo furos e spoilers.
Tendo se tornado amigo de atores e produtores como Amy Sherman-Palladino, Ausiello apareceu em algumas participações especiais em episódios de séries de televisão, incluindo Gilmore Girls, Veronica Mars e Scrubs.

## Vida pessoal
Ausiello é pesca-vegetariano e reside na cidade de Nova Iorque. Ausiello é gay e foi casado com o fotógrafo Kit Cowan. Cowan morreu de uma forma rara de câncer neuroendócrino em 5 de fevereiro de 2015. Ausiello narrou o último ano de vida de Cowan e seu relacionamento de 13 anos, em seu livro de memórias de 2017, Spoiler Alert: The Hero Dies. Um filme baseado nesse livro de memórias, Spoiler Alert, foi lançado em 2 de dezembro de 2022, estrelado por Jim Parsons como Ausiello e Ben Aldridge como Cowan.

## Filmografia

### Cinema
| Ano  | Título                        | Personagem       | Notas              |
| ---- | ----------------------------- | ---------------- | ------------------ |
| 2013 | He's Way More Famous Than You | Michael Ausiello |                    |
| 2022 | Spoiler Alert                 |                  | produtor executivo |

### Televisão
| Ano     | Título                            | Personagem                    | Notas                                  |
| ------- | --------------------------------- | ----------------------------- | -------------------------------------- |
| 2005    | Gilmore Girls                     | Cliente                       | Episódio: "But I'm a Gilmore!"         |
| 2006    | The 411                           | Correspondente                |                                        |
| 2006    | Veronica Mars                     | Cara corado                   | Episódio: "The Quick and the Wed"      |
| 2007    | Extra                             | Ele mesmo                     | 1 episódio                             |
| 2007    | Scrubs                            | Obstetra                      | Episódio: "My Road to Nowhere"         |
| 2007–10 | Entertainment Tonight             | Ele mesmo                     | 10 episódios                           |
| 2009–10 | The Early Show                    | Ele mesmo                     | 2 episódios                            |
| 2012    | Cougar Town                       | Barman                        | Episódio: "My Life/Your World: Part 2" |
| 2013    | Body of Proof                     | Coveiro                       | Episódio: "Daddy Issues"               |
| 2015    | Cocktails & Classics              | Ele mesmo                     | 2 episodes                             |
| 2016    | Gilmore Girls: A Year in the Life | Cara comendo salada na escada | Episódio: "Spring"                     |